# Projet de loi 60
Le Projet de loi 60 est une loi québécoise instaurant le Ministère de l'Éducation. Paul Gérin-Lajoie fut le premier titulaire de ce poste ministériel. Les recommandations de la Commission Parent furent à l'origine de cette réforme majeure de l'éducation au Québec.

## Source
Bilan du Siècle, Entrée en vigueur de la Loi 60 créant un ministère et un Conseil supérieur de l'Éducation.